# The New Order
The New Order je druhé regulérní album americké thrashmetalové skupiny Testament, která je představitelem druhé vlny amerického thrash metalu. Na tomto albu se jako producent podílel Alex Perialas. Album uvedlo na trh hudební vydavatelství Megaforce Records v roce 1988.

## Skladby
1. Eerie Inhabitants
2. The New Order
3. Trial by Fire
4. Into the Pit
5. Hypnosis (instrumentální skladba)
6. Disciples of the Watch
7. The Preacher
8. Nobody's Fault (Aerosmith, coververze)
9. A Day of Reckoning
10. Musical Death (A Dirge) (instrumentální skladba)

## Sestava
- Chuck Billy – zpěv
- Alex Skolnick – sólová kytara
- Eric Peterson – kytara
- Greg Christian – baskytara
- Louie Clemente – bicí